# Сенчило Микола Єлисейович
Микола Єлисейович Сенчило народився 25 лютого 1939 року в селі Харківці Пирятинського району у простій селянській родині, де виховувалося п'ятеро дітей. Став популярний завдяки своїм гумористичним збіркам.

## Життєвий шлях
Дитинство хлопця пройшло в селі Харківці, тут він закінчив сільську десятирічку. Далі життєва дорога юнака пролягла на Донбас.  Ось що розповідає про це Микола Єлисейович:
|  | Сільським жителям у ті роки виїхати з села можливості не було, селянам не давали паспортів. А в мене він був. Я після восьмого класу їздив до старшої сестри, яка тоді жила у Маріуполі. Там мені вдалося отримати паспорт. Завдяки наявності цього документа я і зміг після закінчення школи виїхати з села. Поїхав на будівництво шахти Полтавської комсомольської №2. Робота була дуже важка… Паралельно вступив на навчання у технічне училище, здобув фах слюсаря. Далі почав працювати на Горлівському азотно-туковому заводі. Через рік, у 1959-му, пішов служити в армію. |

Життєві обставини склалися так, що він, разом із молодшим на два роки братом Іваном, оселилися в Луганську, забрали туди ж і матір. Так і протікало життя – Микола Єлисейович доглядав до смерті неньку, займався творчістю – видав близько 20-ти збірочок, серед яких чи не найбільше коло шанувальників здобули сатиричні твори. Так тривало до того часу, поки на Донбасі не розпочалися страшні події, які нині називають антитерористичною операцією.
|  | - Там – дійсно дуже страшно, - розповідає чоловік. – Стріляли і вдень, і вночі… Транспорту немає, магазини – порожні, аптеки позачинялися. Тому ми з братом вирішили їхати звідти. На схилі літ людині хочеться туди, де її коріння, де вона народилася і прожила кращі свої роки – дитинство… Тому ми, не вагаючись, вирішили їхати на Пирятинщину. У Харківцях родичів не лишилося, тому оселилися у Пирятині. Тут наймаємо квартиру. Братові тяжко, бо там лишилася родина, дружина працює, тож він їздить час від часу в Луганськ. Хоча робити це все складніше – через систему пропусків на блокпостах |

На запитання, як живеться у Пирятині, Микола Єлисейович посміхається:
|  | Добре. Тут – тиша і спокій. А ще дуже приємно, що люди говорять українською мовою. Для мене це спочатку було дуже дивно, бо в Луганську, навіть до цих буремних подій, українською майже не говорили. А тих, хто спілкувався рідною мовою, бандерівцями називали… Газети, радіо, телебачення працювали на те, аби вкласти у людську свідомість «потрібну» інформацію. Тут, у Пирятині, відпочиваю душею. Деякий час не писав, було важко, «відходив» після побаченого та пережитого. Зараз потроху повертаюся до улюбленого заняття. Радію тихому і мирному життю… |

## Знайомство зі Стусом
Служба стала новою віхою в житті хлопця, подарувавши знайомство з людиною, яка зіграла вагому роль у виборі подальшого життєвого шляху, - з Василем Стусом. 
|  | Десять місяців ми прослужили з Василем у сержантській школі в Лубнах. Після цього нас відправили на Урал, у місто Нижній Тагіл, на будівництво ракетних майданчиків. Там Василь був при штабі (він на той час уже мав вищу освіту), а я працював безпосередньо на будівництві. Спілкування наше зав’язалося ще з Лубен. Одного разу Стус підійшов до мене і запитав: «Ви пишете?». Я йому показав зошит зі своїми першими віршами, які, чомусь, були російською мовою… Він відразу це зауважив і запитав, чому я, хлопець з українського села, пишу російською? Я задумався… Відтоді рідній мові не зраджую. |

Спілкування продовжилося і після армії. Звів їх випадок: Василь Стус уже працював у Горлівці вчителем. У це ж містечко після дембеля повернувся і М. Сенчило. Зустрілися на вулиці випадково, розговорилися. Саме від В. Стуса молодий Микола Сенчило дізнався про літоб’єднання, яке діяло в Горлівці. Не в останню чергу і через вплив поета, який саме вступив до аспірантури, Микола Сенчило теж вирішив здобути вищу освіту і вступив на заочний відділ Донецького педінституту, де здобув фах філолога. Хоча працювати за спеціальністю не довелося.

## Творчість
З 1979 року мешкає в місті Луганську. Тут зміг видати чимало збірок гумору: «Хоч не хочеш — зарегочеш» (1996), «Сміх і гріх» (1997), «Трапилася оказія» (2000), «Гостре око» (2005), «Остючки» (2007), а також поетичних книжечок для дітей: «Обіцяли їжачка, принесли колючку» (1996), «Загадки» (1997), «Добрик» (1999), «Святкові дзвони» (2002), «Краса — на волі!» (2006) і збірку ліричних поезій «Струни серця» (2004), мемуарний нарис «Рідна сторона» (2007). Особливо дорогі для Миколи Сенчила спогади про Василя Стуса — «Стусова доля» (1998), «Незабутній син України» (2002). 
Отож часто Микола Сенчило приходить на уроки у школи міста Луганська, виступає в Українсько-канадському культурному центрі «Відродження» Луганського національного університету імені Тараса Шевченка, адже він багато років — член Всеукраїнського товариства «Просвіта» імені Тараса Шевченка, а з 2004 року — член Національної спілки письменників України.
А ще читає свої сатиричні «остючки та колючки» про тих можновладців і дрібних начальників, хто мову рідну і простих людей зневажає, а най¬більше любить гроші й тілесні розкоші, дістається і тим, хто тільки патякає про любов до народу, а думає, як у кишеню більше покласти. Для більшої дошкульності й байку віршовану складе — про Барана, наприклад, який чомусь не тільки бекає, але й мекає, бо, мабуть, двомовний. 